# Pokémon: Arceus and the Jewel of Life
Arceus And The Jewel of Life (Română: Arceus și Rubinul Vieții) este cel de-al doisprezecelea film Pokemon, film de aventură animată care a debutat în Japonia pe 18 iulie 2009 și în America pe 20 noiembrie 2009. Acesta a fost regizat de Kunihiko Yuyama după scenariul scris de Hideki Sonoda.

## Prezentare
Povestea este despre Zeul Pokemon: Arceus care este ajutat să reînvie de către Damos. Damos trăia pe un tărâm pustiu, dar deoarece l-a ajutat pe Arceus a primit 5 plăci ale vieții lui Arceus. Mai târziu, Arceus vine după cele 5 plăci unite într-un rubin. Damos îl trădează pe Arceus, acesta prevenind o răzbunare. În viitor, Ash, Dawn și Brock ajung să îl confrunte pe Arceus, fiind ajutați de Dialga, Palkia și Giratina.
Tema muzicală principală a filmului(theme song) este „Kokoro no Antenna” de Shoko Nakagawa.